# Kostarar
Kostarar är fåglar som tillhör släktet Molothrus i familjen trupialer (Icteridae). De är boparasiter från den Nya Världen.

## Arter i släktet
Släktet Molothrus består av fem till sex arter:
- Skrikkostare, Molothrus rufoaxillaris
- Jättekostare, Molothrus oryzivorus
- Bronskostare, Molothrus aeneus
- Colombiakostare, Molothrus armenti  – behandlas ofta som underart till aeneus[2]
- Glanskostare, Molothrus bonariensis
- Brunhuvad kostare, Molothrus ater

Brunvingetrupialerna, som inte är lika utvecklade boparasiter (de tar över boet men ruvar sina ägg själva), placerades tidigare i släktet men förs numera till Agelaioides.

## Beteende
Kostararna livnär sig på insekter, särskilt märkbart de stora mängder som skräms upp av boskap. Man antar att fåglarna, för att kunna behålla sin rörlighet och följa med hjordarna, har utvecklat vanan att lägga sina ägg i andra fåglars bon. Kostarehonan håller uppsikt med när dess värdfåglar lämnar boet och passar då på att lägga sitt ägg i detta. Om kostarens ägg avlägsnas kan honan förstöra värdens ägg.

## I populärkulturen
Ett par kostarar uppträdde som återkommande skurkar i den tecknade serien Pogo av Walt Kelly.